# Liechtenstein na Letnich Igrzyskach Olimpijskich 2020
Liechtenstein na Letnich Igrzyskach Olimpijskich 2020 – występ kadry sportowców reprezentujących Liechtenstein na igrzyskach olimpijskich, które odbyły się w Tokio w Japonii, w dniach 23 lipca - 8 sierpnia 2021 roku.
Reprezentacja Liechtenstein liczyła pięciu zawodników, którzy wystąpili w 3 dyscyplinach.
Był to 18. start Liechtensteinu na letnich igrzyskach olimpijskich.

## Reprezentanci

### Judo
Mężczyźni
| Konkurencja | Zawodnik            | 1/32                | 1/16             | Ćwierćfinał      | Półfinał         | Repasaż          | Finał/BM         | Pozycja |
| Konkurencja | Zawodnik            | Przeciwnik Wynik    | Przeciwnik Wynik | Przeciwnik Wynik | Przeciwnik Wynik | Przeciwnik Wynik | Przeciwnik Wynik | Pozycja |
| ----------- | ------------------- | ------------------- | ---------------- | ---------------- | ---------------- | ---------------- | ---------------- | ------- |
| 90 kg       | Raphael Schwedinger | Colton Brown 0 : 11 | NQ               | NQ               | NQ               | NQ               | NQ               | 17.     |

### Pływanie
Mężczyźni
| Konkurencja           | Zawodnik        | Eliminacje | Eliminacje | Półfinał | Półfinał | Finał    | Finał   |
| Konkurencja           | Zawodnik        | Rezultat   | Pozycja    | Rezultat | Pozycja  | Rezultat | Pozycja |
| --------------------- | --------------- | ---------- | ---------- | -------- | -------- | -------- | ------- |
| 200 m stylem zmiennym | Christoph Meier | 2:04,34    | 44.        | NQ       | NQ       | NQ       | NQ      |
| 400 m stylem zmiennym | Christoph Meier | 4:25,17    | 28.        | NQ       | NQ       | NQ       | NQ      |

#### Kobiety
| Konkurencja            | Zawodnik      | Eliminacje | Eliminacje | Finał    | Finał   |
| Konkurencja            | Zawodnik      | Rezultat   | Pozycja    | Rezultat | Pozycja |
| ---------------------- | ------------- | ---------- | ---------- | -------- | ------- |
| 400 m stylem dowolnym  | Julia Hassler | 4:06,98    | 12.        | NQ       | NQ      |
| 800 m stylem dowolnym  | Julia Hassler | 8:26,99    | 15.        | NQ       | NQ      |
| 1500 m stylem dowolnym | Julia Hassler | 16:12,55   | 16.        | NQ       | NQ      |

### Pływanie synchroniczne

#### Kobiety
| Konkurencja | Zawodnik                         | Eliminacje        | Eliminacje        | Eliminacje     | Eliminacje     | Eliminacje      | Eliminacje      | Finał             | Finał             | Finał          | Finał          | Finał           | Finał           |
| Konkurencja | Zawodnik                         | Układy techniczne | Układy techniczne | Układy dowolne | Układy dowolne | Wynik całkowity | Wynik całkowity | Układy techniczne | Układy techniczne | Układy dowolne | Układy dowolne | Wynik całkowity | Wynik całkowity |
| Konkurencja | Zawodnik                         | Rezultat          | Pozycja           | Rezultat       | Pozycja        | Rezultat        | Pozycja         | Rezultat          | Pozycja           | Rezultat       | Pozycja        | Rezultat        | Pozycja         |
| ----------- | -------------------------------- | ----------------- | ----------------- | -------------- | -------------- | --------------- | --------------- | ----------------- | ----------------- | -------------- | -------------- | --------------- | --------------- |
| duety       | Lara Mechnig Marluce Schierscher | 83.0333           | 18.               | 83.2489        | 16.            | 166.2822        | 17.             | NQ                | NQ                | NQ             | NQ             | NQ              | NQ              |